# Campionat del Món de motocròs 1983
La temporada de 1983 del Campionat del Món de motocròs fou la 27a edició d'aquest campionat, organitzat per la FIM. El calendari oficial constava de 12 Grans Premis, celebrats entre el 10 d'abril i el 21 d'agost.
Aquell fou el darrer any en què es disputà el Gran Premi d'Espanya de 250 cc al Circuit del Vallès (concretament, fou el 17 d'abril). L'any següent se n'hi disputà un de sidecarcross i poc després el circuit va suspendre les seves activitats.

## Sistema de puntuació
Barem de puntuació de 1977 a 1983:
| Posició | 1  | 2  | 3  | 4 | 5 | 6 | 7 | 8 | 9 | 10 |
| Punts   | 15 | 12 | 10 | 8 | 6 | 5 | 4 | 3 | 2 | 1  |

| Resultats que computen |
| Totes les mànegues     |

## 500 cc

### Classificació final[2]
| Posició | Pilot               | Motocicleta | Punts |
| ------- | ------------------- | ----------- | ----- |
| 1       | Håkan Carlqvist     | Yamaha      | 260   |
| 2       | André Malherbe      | Honda       | 253   |
| 3       | Graham Noyce        | Honda       | 173   |
| 4       | Harry Everts        | Suzuki      | 145   |
| 5       | David Thorpe        | Honda       | 93    |
| 6       | André Vromans       | Suzuki      | 81    |
| 7       | Jukka Sintonen      | Yamaha      | 80    |
| 8       | Jean-Jacques Bruno  | Suzuki      | 54    |
| 9       | Ivan Van Den Broeck | Suzuki      | 51    |
| 10      | Jaak Van Velthoven  | KTM         | 50    |

## 250 cc

### Classificació final[3]
| Posició | Pilot               | Motocicleta | Punts |
| ------- | ------------------- | ----------- | ----- |
| 1       | Georges Jobé        | Suzuki      | 249   |
| 2       | Danny LaPorte       | Yamaha      | 181   |
| 3       | Kees Van Der Ven    | KTM         | 117   |
| 4       | Arno Drechsel       | Honda       | 115   |
| 5       | Jo Martens          | Yamaha      | 111   |
| 6       | Jean-Claude Laquaye | Honda       | 74    |
| 7       | Rolf Dieffenbach    | Honda       | 70    |
| 8       | Dave Watson         | Yamaha      | 67    |
| 9       | Jeremy Whatley      | Suzuki      | 61    |
| 10      | Torleif Hansen      | Yamaha      | 39    |
| 11      | Heinz Kinigadner    | KTM         | 36    |

1. ↑  D'altres fonts documenten Martens com a belga per comptes de luxemburguès.

## 125 cc

### Classificació final[4]
| Posició | Pilot             | Motocicleta | Punts |
| ------- | ----------------- | ----------- | ----- |
| 1       | Eric Geboers      | Suzuki      | 283   |
| 2       | Michele Rinaldi   | Suzuki      | 220   |
| 3       | Jim Gibson        | Yamaha      | 178   |
| 4       | Pekka Vehkonen    | Yamaha      | 168   |
| 5       | Corrado Maddii    | Gilera      | 139   |
| 6       | Mark Velkeneers   | Gilera      | 128   |
| 7       | Jacky Vimond      | Yamaha      | 83    |
| 8       | Giuseppe Andreani | KTM         | 78    |
| 9       | John Hensen       | Yamaha      | 70    |
| 10      | Alain Lejeune     | Cagiva      | 39    |

## Resum: Podi final 1983
|           | 500 cc          | 500 cc | 250 cc           | 250 cc | 125 cc          | 125 cc |
| Campió    | Håkan Carlqvist | Yamaha | Georges Jobé     | Suzuki | Eric Geboers    | Suzuki |
| Subcampió | André Malherbe  | Honda  | Danny LaPorte    | Yamaha | Michele Rinaldi | Suzuki |
| Tercer    | Graham Noyce    | Honda  | Kees Van Der Ven | KTM    | Jim Gibson      | Yamaha |